# Oltrona di San Mamette
Oltrona di San Mamette (bis 1863 einfach Oltrona) ist eine norditalienische Gemeinde (comune) in der Provinz Como in der Lombardei.

## Lage und Einwohner
Die Gemeinde liegt rund 15 Kilometer südwestlich von der Provinzhauptstadt Como am Antiga, einem Nebenfluss der Olona. Zusammen mit den beiden Fraktionen Cerc und Gerbo (Zerbo) hat die Gemeinde 2355 Einwohner (Stand 31. Dezember 2023).
Die Nachbargemeinden sind im Norden Olgiate Comasco, im Osten Lurate Caccivio, im Süden Appiano Gentile, und im Westen Beregazzo con Figliaro.

Oltrona di San Mamette

### Verkehrsanbindung
Oltrona di San Mamette liegt unweit der ehemaligen Strada Statale 342 Briantea, die Bergamo über Como mit Varese verbindet, und ist Ausgangspunkt zahlreicher Provinzstraßen von lokalem Interesse, die in die umliegenden Städte führen.
Zwischen 1910 und 1955 verfügte die Stadt über eine Haltestelle der Straßenbahnlinie Como-Appiano Gentile-Mozzate.

## Sehenswürdigkeiten
- Pfarrkirche San Giovanni Decollato (1777)[3]
- Wallfahrtskirche San Mamette (11. Jahrhundert–erbaut 1960)[4]

## Persönlichkeiten
- Carlo Ferrario (1835–1912), freiwilliger Soldat der piemontesischen Armee